# Боротра, Жан
Жан Робе́р Боротра́ (фр. Jean Robert Borotra; 13 августа 1898, Домен-дю-Пуй, Аквитания — 17 июля 1994, Арбонн, Аквитания) — французский теннисист, один из «четырёх мушкетёров» французского тенниса (наряду с Рене Лакостом, Анри Коше и Жаком Брюньоном).
- Четырёхкратный победитель турниров Большого шлема в одиночном разряде
- 14-кратный победитель турниров Большого шлема в мужском и смешанном парном разряде
- Шестикратный обладатель Кубка Дэвиса в составе сборной Франции
- Бронзовый призёр Олимпийских игр 1924 года в мужском парном разряде
- Член Международного зала теннисной славы с 1976 года.

## Личная жизнь
Жан Боротра родился в Домен-дю-Пуй близ Биаррица, во французской части Басконии. В юности увлекался пелотой, но, побывав в 14 лет в Англии, познакомился с теннисом, ставшим его любовью на всю жизнь.
Во время Первой мировой войны Боротра служил в артиллерии и командовал батареей. Его имя дважды упоминалось в сводках боевых действий, он был награждён боевым орденом. После войны поступил в Сорбонну, где получил степень по юриспруденции, а также инженерную степень в Политехнической школе, которую окончил в 1922 году. Позже занимался бизнесом, представляя интересы компании Satam, продававшей оборудование для нефтедобычи, в том числе и в годы своей высшей спортивной славы. Так, единственный раз приехав на чемпионат Австралии, он сумел ещё до начала игр получить для своей фирмы выгодный контракт.
После окончания игровой карьеры Боротра занялся политикой, вступив в националистическую Социальную партии Франции. В начале Второй мировой войны он вернулся на службу в чине капитана и попал в плен под Дижоном. Из плена ему удалось бежать, а после капитуляции Франции он стал в конце 1940 года генеральным комиссаром по делам спорта в правительстве Виши. В этом качестве он ввёл девять часов в неделю обязательных уроков физической подготовки в школах. Однако в 1942 году он был отстранён от должности по настоянию немцев за излишний патриотизм и затем депортирован. Остаток войны, по подозрению в сношении с англичанами, он провёл в Заксенхаузене, Бухенвальде и других нацистских лагерях, пока в мае 1945 года не был освобождён вместе с другими видными французами, содержавшимися в тюрьме в Иттере (Австрия). После войны он предстал перед судом за сотрудничество с вишистским режимом. Впоследствии, однако, этот эпизод был предан забвению, и Боротра был удостоен звания офицера ордена Почётного легиона (1977) и статуи перед стадионом «Ролан-Гаррос».
После войны Боротра продолжал сотрудничество с фирмой Satam. В 1988 году, в 90 лет, он женился во второй раз. Скончался Жан Боротра в возрасте 95 лет в Арбонне (Аквитания).

## Спортивная карьера
Впервые Жан Боротра заявил о себе в 1921 году на чемпионате Парижа в помещениях, где в финале проиграл такому же новичку Анри Коше. В следующем году он был приглашён в сборную Франции на матч Кубка Дэвиса с датчанами и принёс команде три очка, выиграв обе личные встречи и парную игру с Коше. На следующий год в составе сборной к ним присоединились Рене Лакост и Жак Брюньон, сформировав четвёрку «мушкетёров», которая в дальнейшем прославила французский теннис.
В 1924 году Боротра стал чемпионом Франции (в этот год, последний, когда чемпионат Франции разыгрывался без участия иностранных спортсменов, он переиграл в финале Рене Лакоста) и победителем Уимблдонского турнира в одиночном разряде (также после победы над Лакостом). На Олимпиаде в Париже он дошёл до полуфинала, проиграв Коше, а в матче за третье место уступил итальянцу Умберто де Морпурго. В паре с Лакостом Боротра также дошёл до полуфинала, где их в пяти сетах (6-2, 6-3, 0-6, 5-7, 6-3) остановили будущие чемпионы Винсент Ричардс и Фрэнк Хантер, но в матче за «бронзу» французы разгромили австралийскую пару.
Год спустя Лакост взял реванш у Боротра в финалах как чемпионата Франции, так и Уимблдонского турнира, но в мужских парах они выступали вместе и выиграли и в Париже, и в Лондоне. На Уимблдоне Боротра победил также в миксте, где его партнёршей была знаменитая Сюзанн Ленглен. В Кубке Дэвиса «мушкетёры» дошли до финального раунда, где их разгромили действующие чемпионы, американцы, за которых выступали Билл Тилден, Билл Джонстон, Винсент Ричардс и Норрис Уильямс. Так же сложился финал и на следующий год, хотя по итогам сезона газета Daily Telegraph, традиционно составлявшая список лучших теннисистов мира, поместила в нём французов на первые три места, в том числе Боротра, выигравшего свой второй Уимблдон и дошедшего до финала чемпионата США, — на второе, сразу после Лакоста. но в 1927 году французы усилиями Лакоста и Коше победили в США и завоевали Кубок Дэвиса.
В 1928 году Боротра единственный раз за карьеру участвовал в чемпионате Австралии и вернулся с него с тройной победой. В одиночном разряде он последовательно прошёл на пути к титулу трёх хозяев турнира — Гарри Хопмана, Джека Кроуфорда и Рональда Каммингса. Мужской парный турнир он выиграл с Брюньоном, а в миксте с местной теннисисткой Дафной Экхерст победил его в полуфинале; соперники Боротра и Экхерст в финале на корт не вышли.
После 1928 года Боротра ещё четыре раза доходил до финала турниров Большого шлема в одиночном разряде,  выиграв в 1931 году, через семь лет после своей первой победы, чемпионат Франции. В мужских парах он выиграл с 1925 по 1936 год в общей сложности девять титулов, из них пять с Брюньоном и три с Лакостом, а в последний раз дошёл до финала чемпионата Франции в сорок лет, в 1939 году, за несколько месяцев до начала мировой войны. В миксте на его счету было пять побед, одержанных на всех четырёх турнирах Большого шлема, в том числе единственный титул чемпиона США, завоёванный в 1926 году с хозяйкой корта Элизабет Райан. Он девять лет подряд, с 1924 по 1932 год, оставался в числе десяти лучших игроков мира, согласно рейтингам Daily Telegraph.
В Кубке Дэвиса французская сборная, завоевав трофей в 1927 году, пять раз подряд его удачно отстаивала, из них четыре раза против американцев. Для Боротра самым удачным был финал 1932 года. В первой игре он победил Элсуорта Вайнза, а в четвёртой ему противостоял Уилмер Эллисон. Проиграв первые два сета, Боротра сумел восстановить равновесие, но в пятом сете снова упустил Эллисона вперёд. Он отыграл четыре матч-бола и выиграл эту встречу (1-6, 3-6, 6-4, 6-2, 7-5), а с ней и весь матч. Боротра продолжал выступать за сборную до 1937 года, оставаясь в ней последним из «мушкетёров», и даже вышел на корт в её составе в паре с Ивоном Петра в матче 1947 года с командой Чехословакии, когда ему было уже почти 49 лет. В парных разрядах на турнирах Большого шлемы Боротра выступал до середины 1960-х годов, являясь старейшим участником в истории ряда турниров.
В 1976 году Боротра вместе с остальными мушкетёрами был включён в списки Международного зала теннисной славы.

## Стиль игры
Боротра, прозванный «Скачущим Баском», отличался драматичным, агрессивным стилем игры. Он стремительнее любого из современников передвигался по корту, выходя к сетке как после подачи, так и после приёма, а затем бросаясь к задней линии, чтобы отбить свечу. Его бэкхенд на приёме и у сетки (выворачивая ракетку так, что удар наносился той же стороной, что и при ударе открытой ракеткой) был одним из сильнейших приёмов в его арсенале, а подача, хотя и не сногсшибательная по силе, не давала соперникам расслабиться. Боротра оставался в хорошей атлетической форме до 1970-х годов и по-прежнему демонстрировал свою коронную быстроту, участвуя в соревнованиях ветеранов на Уимблдоне. Неизменный синий берет оставался его фирменным знаком на корте до самого конца выступлений.

## Участие в финалах турниров Большого шлема за карьеру (28)

### Одиночный разряд (10)

#### Победы (4)
| Год  | Турнир                  | Покрытие | Соперник в финале | Счёт в финале           |
| ---- | ----------------------- | -------- | ----------------- | ----------------------- |
| 1924 | Уимблдонский турнир     | Трава    | Рене Лакост       | 6–1, 3-6, 6-1, 3-6, 6-4 |
| 1926 | Уимблдонский турнир (2) | Трава    | Говард Кинси      | 8-6, 6–1, 6-3           |
| 1928 | Чемпионат Австралии     | Трава    | Рональд Каммингс  | 6-4, 6-1, 4-6, 5-7, 6-3 |
| 1931 | Чемпионат Франции       | Грунт    | Кристиан Буссю    | 2-6, 6-4, 7-5, 6-4      |

#### Поражения (6)
| Год  | Турнир                  | Покрытие | Соперник в финале | Счёт в финале           |
| ---- | ----------------------- | -------- | ----------------- | ----------------------- |
| 1925 | Чемпионат Франции       | Грунт    | Рене Лакост       | 5-7, 1-6, 4-6           |
| 1925 | Уимблдонский турнир     | Трава    | Рене Лакост       | 3-6, 3-6, 6-4, 6-8      |
| 1926 | Чемпионат США           | Трава    | Рене Лакост       | 4-6, 0-6, 4-6           |
| 1927 | Уимблдонский турнир (2) | Трава    | Анри Коше         | 6-4, 6-4, 3-6, 4-6, 5-7 |
| 1929 | Чемпионат Франции (2)   | Грунт    | Рене Лакост       | 3-6, 6-2, 0-6, 6-2, 6-8 |
| 1929 | Уимблдонский турнир (3) | Трава    | Анри Коше         | 4-6, 3-6, 4-6           |

### Мужской парный разряд (12)

#### Победы (9)
| Год  | Турнир                  | Покрытие | Партнёр        | Соперники в финале           | Счёт в финале            |
| ---- | ----------------------- | -------- | -------------- | ---------------------------- | ------------------------ |
| 1925 | Чемпионат Франции       | Грунт    | Рене Лакост    | Жак Брюньон Анри Коше        | 7-5, 4-6, 6-3, 2-6, 6-3  |
| 1925 | Уимблдонский турнир     | Трава    | Рене Лакост    | Рэй Кейси Джон Хеннесси      | 6-4, 11-9, 4-6, 1-6, 6-3 |
| 1928 | Чемпионат Австралии     | Трава    | Жак Брюньон    | Эдгар Мун Джеймс Уиллард     | 6-2, 4-6, 6-4, 6-4       |
| 1928 | Чемпионат Франции (2)   | Грунт    | Жак Брюньон    | Жан де Бюзеле Анри Коше      | 6-4, 3-6, 6-2, 3-6, 6-4  |
| 1929 | Чемпионат Франции (3)   | Грунт    | Рене Лакост    | Жак Брюньон Анри Коше        | 6-3, 3-6, 6-3, 3-6, 8-6  |
| 1932 | Уимблдонский турнир (2) | Трава    | Жак Брюньон    | Фред Перри Пат Хьюз          | 6-0, 4-6, 3-6, 7-5, 7-5  |
| 1933 | Уимблдонский турнир (3) | Трава    | Жак Брюньон    | Рёсуке Нунои Дзиро Сато      | 4-6, 6-3, 6-3, 7-5       |
| 1934 | Чемпионат Франции (4)   | Грунт    | Жак Брюньон    | Джек Кроуфорд Вивиан Макграт | 11-9, 6-3, 2-6, 4-6, 9-7 |
| 1936 | Чемпионат Франции (5)   | Грунт    | Марсель Бернар | Реймонд Таки Пат Хьюз        | 6-2, 3-6, 9-7, 6-1       |

#### Поражения (3)
| Год  | Турнир                | Покрытие | Партнёр     | Соперники в финале        | Счёт в финале            |
| ---- | --------------------- | -------- | ----------- | ------------------------- | ------------------------ |
| 1927 | Чемпионат Франции     | Грунт    | Рене Лакост | Жак Брюньон Анри Коше     | 6-2, 2-6, 0-6, 6-1, 4-6  |
| 1934 | Уимблдонский турнир   | Трава    | Жак Брюньон | Джордж Лотт Лестер Стёфен | 2-6, 3-6, 4-6            |
| 1939 | Чемпионат Франции (2) | Грунт    | Жак Брюньон | Чарльз Гаррис Дон Макнил  | 6-4, 4-6, 0-6, 6-2, 8-10 |

### Смешанный парный разряд (6)

#### Победы (5)
| Год  | Турнир                | Покрытие | Партнёр               | Соперники в финале                 | Счёт в финале |
| ---- | --------------------- | -------- | --------------------- | ---------------------------------- | ------------- |
| 1925 | Уимблдонский турнир   | Трава    | Сюзанн Ленглен        | Элизабет Райан Умберто де Морпурго | 6-3, 6-3      |
| 1926 | Чемпионат США         | Трава    | Элизабет Райан        | Рене Лакост Хейзел Хочкисс-Уайтмен | 6-4, 7-5      |
| 1927 | Чемпионат Франции     | Грунт    | Маргерит Брокди-Борде | Лили Альварес Билл Тилден          | 6-4, 2-6, 6-2 |
| 1928 | Чемпионат Австралии   | Трава    | Дафна Экхерст         | Эсна Бойд Джон Хокс                | без игры      |
| 1934 | Чемпионат Франции (2) | Грунт    | Колетт Розамбер       | Элизабет Райан Адриан Квист        | 6-2, 6-4      |

#### Поражение (1)
| Год  | Турнир            | Покрытие | Партнёр          | Соперники в финале         | Счёт в финале |
| ---- | ----------------- | -------- | ---------------- | -------------------------- | ------------- |
| 1926 | Чемпионат Франции | Грунт    | Сюзанн ле Бенерэ | Сюзанн Ленглен Жак Брюньон | 4-6, 3-6      |